# La Permission de Teddy
Pour plus de détails, voir Fiche technique et Distribution.
La Permission de Teddy (23 1/2 Hours' Leave) est un film muet américain réalisé par Henry King, sorti en 1919.

## Synopsis
Le sergent William Gray a constamment des ennuis au camp d'entraînement à cause de ses blagues. Bien qu'il ne pense pas gagner, Gray parie avec le sergent du mess qu'il sera invité à petit déjeuner par l'officier commandant le camp, le Général Dodge. Plus tard, Gray rencontre Peggy, la fille du général, et ils tombent amoureux l'un de l'autre. Lorsque la compagnie de Gray obtient une permission de 23h30, il met un uniforme neuf fait par un tailleur pour rencontrer Peggy. 
Comme c'est contraire au règlement, l'officier de sortie lui ordonne de l'enlever. Le reste de la compagnie est lui aussi habillé contrairement au règlement et ils doivent tous enlever leur uniforme. Alors qu'ils grelottent dans leurs sous-vêtements, les hommes accusent Gray d'en être responsable. Gray s'enfuit du camp, rencontre Peggy, et arrive à capturer des espions ennemis près du camp. Le général lui fait des louanges pour son acte héroïque et Gray gagne à la fois son pari et la main de Peggy.

## Fiche technique
- Titre français : La Permission de Teddy
- Titre original : 23 1/2 Hours' Leave
- Réalisation : Henry King
- Scénario : Agnes Christine Johnston, d'après une nouvelle éponyme de Mary Roberts Rinehart
- Photographie : Bert Cann
- Production : Thomas H. Ince
- Société de production : Thomas H. Ince Productions
- Société de distribution : Famous Players-Lasky Corporation
- Pays de production :  États-Unis
- Langue : anglais
- Format : Noir et blanc - 35 mm - 1,37:1 - Muet
- Genre : Comédie
- Durée : 5 bobines
- Date de sortie :
  - États-Unis : 16 novembre 1919

## Distribution
- Douglas MacLean : Sergent William Gray
- Doris May : Peggy Dodge
- Tom Guise : Général Dodge
- Maxfield Stanley : un sergent
- Wade Boteler : le sergent du Mess
- Alfred Hollingsworth : Booth
- N. Leinsky : un espion
- Jack Nelson : l'aide de camp du général